# Yoshiyuki Hasegawa
Yoshiyuki Hasegawa (jap. 長谷川 祥之, Hasegawa Yoshiyuki; * 11. Februar 1969 in Uji, Präfektur Kyōto) ist ein ehemaliger japanischer Fußballspieler.

## Nationalmannschaft
1995 debütierte Hasegawa für die japanische Fußballnationalmannschaft. Hasegawa bestritt sechs Länderspiele.

## Errungene Titel
- J. League: 1996, 1998, 2000, 2001
- Kaiserpokal: 1997, 2000
- J. League Cup: 1997, 2000, 2002